# فرودگاه آساهیکاوا، هوکایدو
فرودگاه آساهیکاوا، هوکایدو (به انگلیسی: Asahikawa Airport) یک فرودگاه همگانی با کد یاتا AKJ است که یک باند فرود آسفالت بتن دارد و طول باند آن ۲۵۰۰ متر است. این فرودگاه در شهر آساهیکاوا، هوکایدو کشور ژاپن قرار دارد .